# 保静县
保静县，中国古县名。
唐朝至德元载（756年）以安静县改名，治所在今宁夏回族自治区永宁县南望洪附近，属灵州。北宋初年，仍属灵州。后没入西夏。元朝时，废。